# بول وركمان
بول وركمان (بالإنجليزية: Paul Workman)‏ هو عالم وأحيائي وباحث بريطاني، ولد في 30 مارس 1952 في Workington ‏ في المملكة المتحدة.